# Højindkomstland
Landegrupperinger baseret på Verdensbankens ansættelse af BNI per indbygger, 2008.
Et højindkomstland eller en højindkomstøkonomi er af Verdensbanken defineret som et land med en BNI per indbygger på 11.906 amerikanske dollar eller mere (2008). 
Selv om betegnelsen undertiden anvendes i flæng med begreber som den første verden eller iland, er de tekniske defintioner af begreberne vidt forskellige. Mens første verden refererer til de rige lande, der allierede sig med USA og NATO under den kolde krig, anvender bl.a. CIA og Den Internationale Valutafond andre parametre end BNI per indbygger i klassificeringen af lande som "udviklede", og ifølge FN er visse højindkomstlande samtidig udviklingslande. CCASG-landene er f.eks. klassifceret som højindkomstlande under udvikling.

## Højindkomstlande
Følgende 80 lande og territorier er ifølge Verdensbanken klassifcieret som højindkomstlande.
| - Amerikanske Jomfruøer - Andorra - Antigua og Barbuda - Aruba - Australien - Bahamas - Bahrain - Barbados - Belgien - Bermuda - Brunei - Canada - Caymanøerne - Chile - Cookøerne - Cypern - Danmark - Estland - Færøerne - Finland | - Forenede Arabiske Emirater - Frankrig - Fransk Polynesien - Grækenland - Grønland - Guam - Hong Kong - Island - Irland - Isle of Man - Israel - Italien - Japan - Kanaløerne: Jersey og Guernsey - Kroatien - Kuwait - Letland - Liechtenstein - Luxembourg - Macau | - Malta - Monaco - Nauru - Nederlandene - Nederlandske Antiller - Ny Kaledonien - New Zealand - Nordmarianerne - Norge - Oman - Palau - Panama - Polen - Portugal - Puerto Rico - Qatar - Rumænien - San Marino - Saudi-Arabien - Schweiz | - Seychellerne - Singapore - Slovakiet - Slovenien - Spanien - Sverige - Sydkorea - Taiwan - Trinidad og Tobago - Tjekkiet - Tyskland - Storbritannien - Ungarn - USA - Østrig |

34 af landene er medlem af OECD.
Højindkomstlande, der ikke er klassificeret af Verdensbanken:

- Den Hellige Stol